# Heinrich Gottwald
Heinrich Gottwald (ur. 24 października 1821 w Dzierżoniowie, zm. 17 lutego 1876 we Wrocławiu)  – niemiecki kompozytor muzyki romantycznej i dyrygent. 
Jako dziecko został sierotą, przyjęty na wychowanie przez bezdzietne małżeństwo, botaniczkę Josephine Kablik i jej męża Adalberta mieszkających w Vrchlabí. Studia muzyczne odbył w Konserwatorium Praskim w latach 1839-1843, ucząc się gry na skrzypcach u Friedricha Wilhelma Pixisa, a także gry na rogu. Po studiach został dyrektorem muzycznym w Vrchlabí. W 1846 uzyskał angaż na stanowisko pierwszego waltornisty w Theater an der Wien, ale w 1847 zrezygnował z powodu stanu zdrowia i powrócił do Vrchlabí, gdzie pracował do 1857. W roku tym przeprowadził się do Wrocławia, utrzymując się tam z komponowania oraz nauki gry na fortepianie. Był też publicystą muzycznym, drukując swoje prace w Neue Zeitschrift für Musik. 
Był darczyńcą Śląskiego Towarzystwa Kultury Ojczystej (Schlesische Gesellschaft für vaterländische Kultur), któremu przekazał jeden z zielników, odziedziczony po swej zmarłej w 1863 przybranej matce, Josephinie Kablik.

## Wybrane kompozycje Gottwalda
- Sinfonie c-Moll (1850, zaginiona)
- Sonate fantastique f-moll für Klavier, Wrocław: Leuckart 1857
- Sehnsucht. Lied ohne Worte für Horn und Klavier op. 2, Praga: Hoffmann 1862
- Sei mir gnädig, Gott! Kantate für gemischten Chor, Streichquartett, zwei Klarinetten, zwei Hörner und Orgel op. 3, Wrocław: Leuckart 1860
- Klaviertrio F-dur „im leichten Styl“ op. 5, Bolesławiec 1859